# Zaćmienie Słońca z 25 października 2022

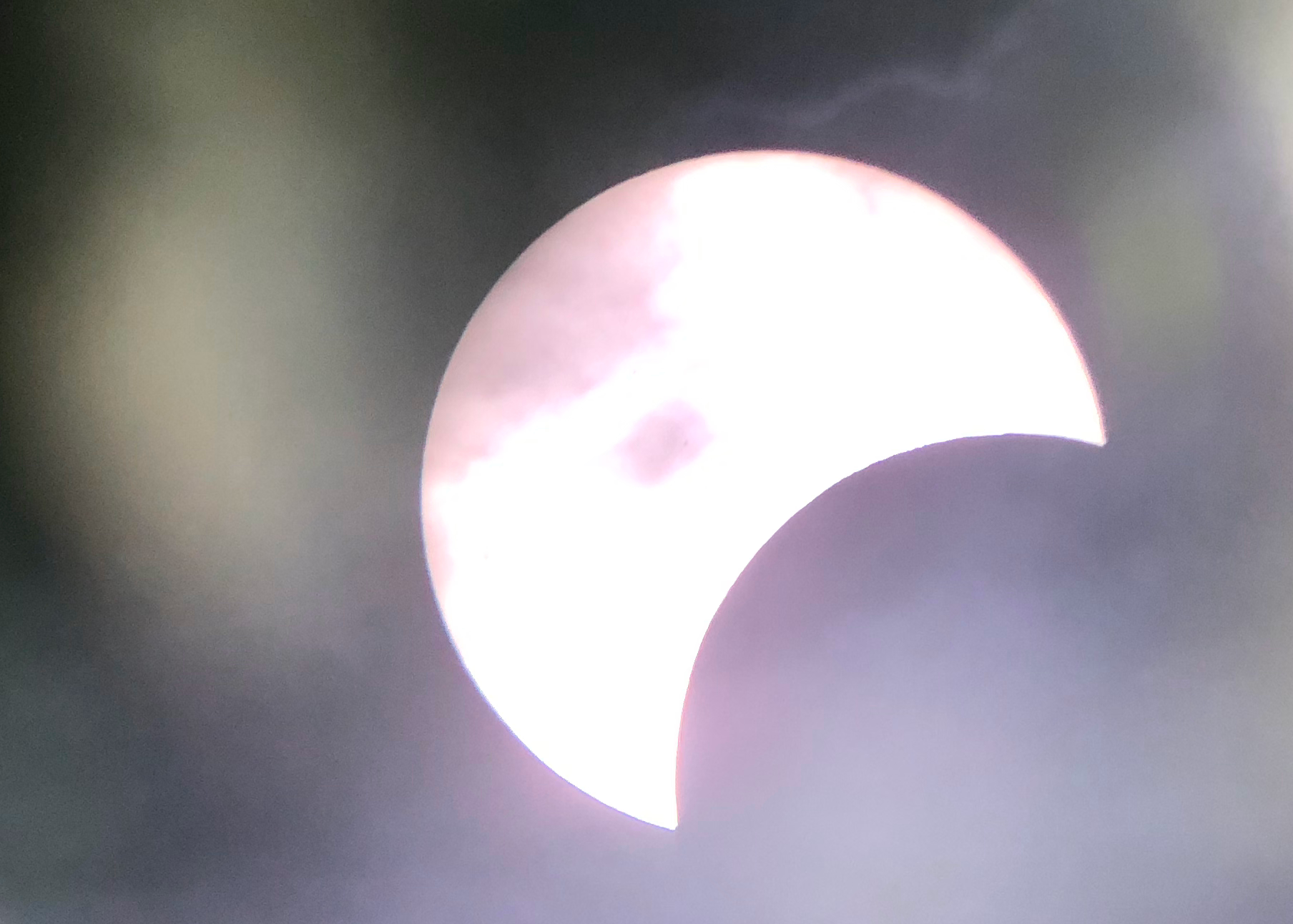
Faza maksymalna Zaćmienia Słońca z 25 października 2022 r. widoczna z Miękini w Polsce, woj. dolnośląskim

Zaćmienie Słońca z 25 października 2022 – częściowe zaćmienie Słońca.
Widoczne w prawie całej Europie, w zachodniej Syberii, na Bliskim Wschodzie, w Azji Środkowej oraz na części terenów Afryki Północnej, Rogu Afryki oraz Pakistanu, Indii i zachodnich Chin. 
Zaćmienie osiągnęło swoje maksimum w pobliżu miasta Niżniewartowsk w Chanty-Mansyjskim Okręgu Autonomicznym – Jugra w Rosji, gdzie przesłonięciu uległo 82% tarczy słonecznej. 
W Polsce przesłonięciu uległo – w zależności od miejsca obserwacji – od 32% (Jelenia Góra) do 46% (Suwałki) tarczy słonecznej.

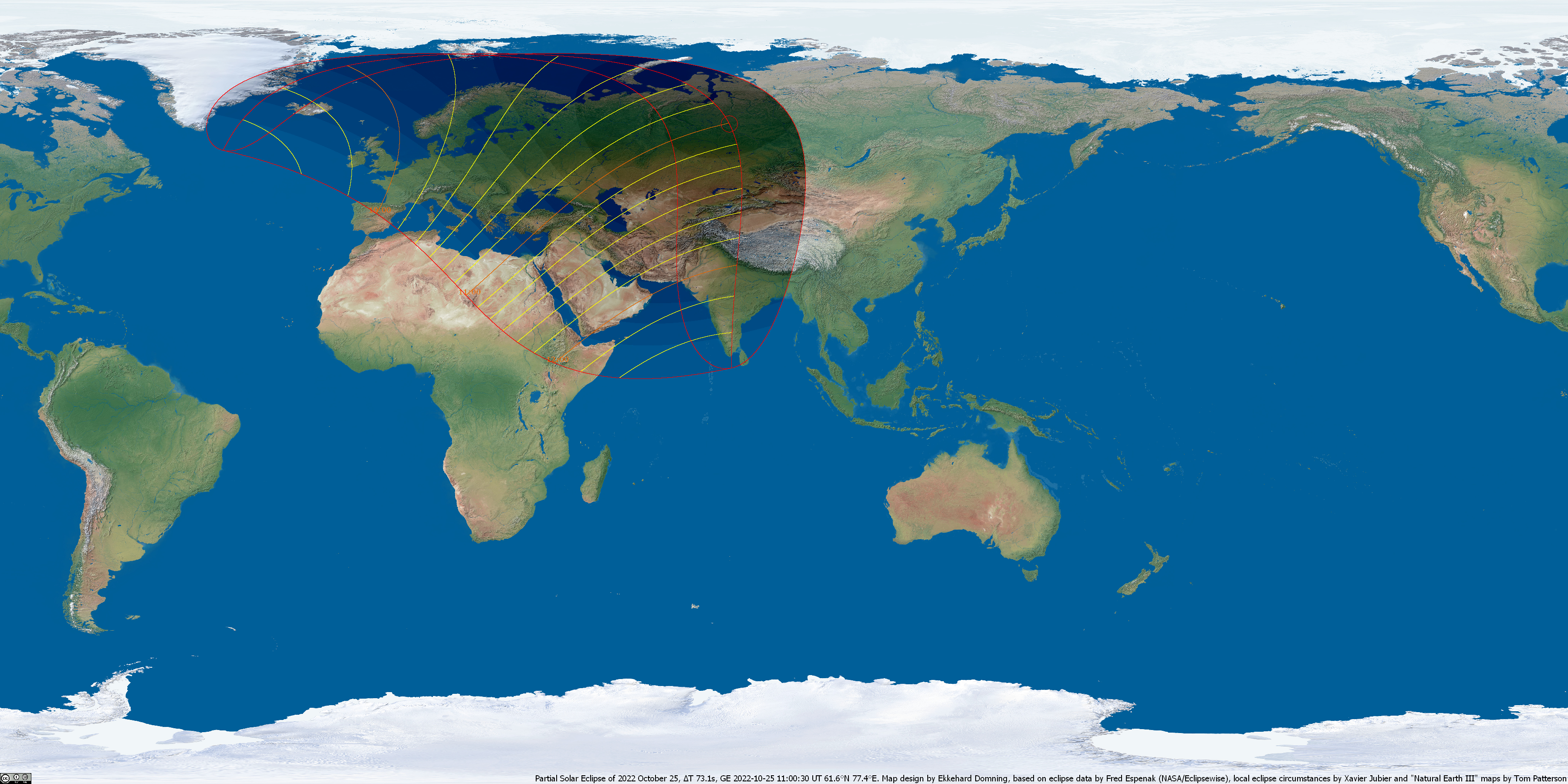
Obszar widoczności zaćmienia